# Обер, Фёдор Николаевич
Фёдор Николаевич Обе́р (1800—1863) — директор Санкт-Петербургского театрального училища.
Брат Лаврентия Николаевича Обера.

## Биография
Родился в Москве в 1800 году. В 1812 году их мать Роза Шальме, которая имела в Москве дорогой модный магазин Обер-Шальме, вместе с детьми последовала за французской армией, с намерением вернуться во Францию. Но скончалась в пути, в Вильно. Детям же Александру и Фёдору удалось добраться до Парижа, где при содействии родственников матери они получили хорошее образование.
Точных сведений о том, когда он снова приехал в Россию, нет, но в середине 1820-х годов он уже жил в Москве, у А. М. Гедеонова, в качестве воспитателя его детей. После назначения Гедеонова директором Императорских театров, в 1833 году Ф. Н. Обер переехал в Петербург и занял должность преподавателя французского языка в театральном училище, а вскоре был назначен и инспектором этого училища. Гедеонов, питавший к нему личные симпатии, назначил его в 1842 году управляющим театральным училищем — до 1853 года, когда на этой должности его сменил П. С. Фёдоров. 
М. Н. Лонгинов, прекрасно знавший Обера и считавший себя его другом, писал:

Обер был одним из величайших эпикурейцев, какого мне случалось встретить… Вообще, Обер был самый плохой служака, не имел понятия о формах службы, скучал оставаться в стенах училища и театральной дирекций, бывал там ровно столько времени, сколько требовало приличие… Обер даже редко посещал спектакли и являлся там лишь на короткое время <…>
никто из служащих при театре не был так чужд интересам, интригам, событиям театрального мира, как Обер.

Выйдя в 1853 году в отставку, Ф. Н. Обер в 1854 году уехал во Францию, где и скончался в 1863 году.